# Schumansville
Schumansville è una comunità non incorporata degli Stati Uniti d'America situata nella contea di Guadalupe dello Stato del Texas.

## Geografia fisica
Schumannsville è situata a 29°38′43″N 98°04′36″W (29.6452268, -98.0766740, circa 30 miglia (48 km) a est di San Antonio e 50 miglia (80 chilometri) a sud di Austin.